# Slavery & Abolition
Slavery & Abolition est une revue scientifique consacrée, comme son titre l'indique, à l'étude de l'esclavage et de ses abolitions. De parution trimestrielle, elle est publiée par Routledge à Londres.